# نيستور أراوغو
نيستور أراوغو (بالإسبانية: Néstor Araujo) هو لاعب كرة قدم مكسيكي، ولد في 29 أغسطس 1991 في غوادالاخارا في المكسيك. شارك مع منتخب المكسيك تحت 20 سنة لكرة القدم ومنتخب المكسيك لكرة القدم. أما مع النوادي، فقد لعب مع سانتوس لاغونا وسيلتا فيغو وكروز آزول.

## وصلات خارجية
- نيستور أراوغو على موقع الاتحاد الدولي (مؤرشف)  (الإنجليزية)
- نيستور أراوغو على موقع إي إس بي إن إف سي (الإنجليزية)
- نيستور أراوغو على موقع قاعدة بيانات كرة القدم.إي يو (الإنجليزية)
- نيستور أراوغو على موقع ناشيونال فوتبول تيمز (الإنجليزية)
- نيستور أراوغو على موقع Soccerway.com (الإنجليزية)
- نيستور أراوغو على موقع عالم كرة القدم.نت (الإنجليزية)
- نيستور أراوغو على موقع اللجنة الأولمبية الدولية (الإنجليزية)
- نيستور أراوغو على موقع أوليمبيديا (الإنجليزية)